# Hrvatske zemlje
Hrvatske zemlje, pojam za teritorije koji jesu ili su bili politički, etnički i/ili povijesni vezani uz hrvatski narod, od ranoga srednjega vijeka do danas. Pojam uključuje zemlje koje su bile većinski naseljene Hrvatima, ali i one koje su bile važne za društvenu, kulturnu i političku povijest hrvatskog naroda. Također, pojam jednako uključuje samostalne i neovisne države hrvatskog naroda ili one takve značajnim dijelom naseljene Hrvatima, kao i vazalne države s ograničenim suverenitetom te manje političke tvorevine s određenom razinom autonomije i slobode. Isti pojam odnosi se ujedno i na sve zemlje koje pripadaju ili su pripadale Hrvatima na osnovu hrvatskog državnog prava.
Današnja državna politika Republike Hrvatske ne iznosi bilo kakve teritorijalne pretenzije prema nekadašnjim hrvatskim povijesnim teritorijima koji su ostali izvan sastava današnje hrvatske države, dok u pogledu susjedne Bosne i Hercegovine, kao potpisnica Daytonskog sporazuma 1995. godine nastoji zaštititi interese hrvatskog naroda u BiH koji je jedan od tri konstitutivna naroda u toj državi.

## Uporaba pojma hrvatske zemlje u literaturi
Prostori koje su naselili Hrvati bili su često razdvojeni nametnutim graničnim linijama koje su ih dijelile između više carstava. Nerjetko su određeni prostori na dulje vrijeme bili odvojeni od ostalih hrvatskih krajeva, razvijali se zasebno u kulturnom i društvnom i bili različito upravljani u političkom smislu te poprimali svoje osobitosti. Zbog takvih političkih i povijesnih procesa, uobičajeno je govoriti o hrvatskim zemljama. Najprepoznatljivija podjela hrvatskih povijesnih zemalja nastala je u 15. i 16. stoljeću kada je sjeverni dio došao pod vlast Habsburgovaca i srednjoeuropskog kulturnog kruga, a južni dio u primorju došao pod vlast Venecije i ostao pod utjecajem sredozemnog kulturnog kruga, dok je zaleđe Dalmacije palo pod osmansku vlast i orijentalni utjecaj. Sjeverni i južni dio je bio razdvojen osnutkom Vojne krajine, koja se nalazila pod izravnom vlašću Austrije. Periferni dijelovi hrvatskih zemalja bili su prostor današnje Slavonije koji je bio oslobođen tek krajem 17. stoljeća, prostori na istoku Hrvatske koji su pali pod Osmanlije i dijelovi poluotoka Istre naseljeni hrvatskim stanovništvom.
U hrvatskoj historiografiji spominju se često hrvatske zemlje, o čemu svjedoči povijesna knjiga Hrvatske zemlje u prošlosti i sadašnjosti Dominika Mandića iz 1973. ili povijesni znanstveni rad Hrvati, hrvatske zemlje i Bizant Ive Goldsteina iz 2005. godine. Peti svezak sinteze hrvatske povijesti u izdanju Matice hrvatske, urednice Lovorke Čoralić, nosi naslov U potrazi za mirom i blagostanjem: hrvatske zemlje u 18. stoljeću (2013.). Šesti svezak edicije naslovljen je Temelji moderne Hrvatske: Hrvatske zemlje u "dugom" 19. stoljeću (2016.).

## Hrvatske zemlje u pradomovini
- Bijela Hrvatska – sjeverna pradomovina Hrvata. Ne zna se točan geografski položaj te oblasti, osobito s obzirom na činjenicu da je tijekom stoljeća minjala svoj opseg i smještaj, ali poznato je da se, prema dijelu O upravljanju Carstvom bizantskog cara Konstantina VII. Porfirogeneta (945. – 959.), nalazila u Zakarpaću uz gornji tok rijeke Visle. Osim na opisanom području, slavenska plemena koja su nosila hrvatsko ime prostirala su se i na području današnje Češke, Slovačke i Poljske.

Hrvati su ostavili trag svog imena na proputovanju do današnjih prostora i na teritoriju ranosrednjovjekovne Karantanije, gdje se spominju kao društvena elita, a naselili su i prostor poluotoka Istre, koji je, osim krajnjeg istočnog dijela, po prvi put ušao politički u sastav hrvatske države tek sredinom 20. stoljeća, ali je još od srednjeg vijeka bio naseljen Hrvatima.

## Hrvatske zemlje u srednjem vijeku

### Hrvatske zemlje u ranom srednjem vijeku
- Kneževina Hrvata (kraj 8. st. – o. 925.) – matična država hrvatskog naroda na području Balkana. Isprva je bila poznata u franačkim kao Kneževina Dalmacija i Liburnija, što se posredno izvodi iz teritorijalnog naslova hrvatskog kneza Borne, da bi u kasnijim povijesnim izvorima od 9. do 10. stoljeća bila poznata kao Hrvati (u smislu, "zemlja Hrvata") i Kneževina Hrvata. Hrvatska historiografija je najčešće naziva Primorska Hrvatska, kako bi je razlikovala od sjeverne sklavinije, koja je bila pod političkim, a moguće i etničkim utjecajem Hrvata, i Dalmatinska Hrvatska ili Bijela Hrvatska.

- Kneževina Donja Panonija (2. pol. 8. st. – o. 925.) – sjeverna hrvatska zemlja u ranom srednjem vijeka, koja se naziva još i Savsko-dravska kneževina, a u hrvatskoj historiografiji je poznata i kao Panonska Hrvatska.

- Hrvatsko Kraljevstvo (o. 925. – 1102.) – država nastala uzdignućem kneza Tomislava (910. [925.] – 928.) na čast kralja s naslovom kralj Hrvata. U drugoj polovici 10. stoljeća, hrvatski kralj Stjepan Držislav (969. – 996./997.) uzeo je prošireni naslov kralja Hrvatske i Dalmacije te je kraljevstvo u diplomatičkim izvorima od tog razdoblja postalo poznato pod imenom Kraljevina Hrvatska i Dalmacija. Granice kraljevstva proširile su se prema sjeveru na prostor srednjovjekovne Slavonije te u 10. i 11. stoljeću na područje bizantske teme Dalmacije.
  - Dalmatinska marka – područje granične krajine prema Svetom Rimskom Carstvu kojim su zavladali hrvatski kraljevi Petar Krešimir IV. i Dmitar Zvonimir. U jednom trenutku je to područje osvojio istarski markgrof Ulrik I., ali ga je potjerao hrvatski kralj Zvonimir uz pomoć Arpadovića.
  - Meranija – dio Istre do rijeke Raše koji se nalazio u sastavu Hrvatskog Kraljevstva, ali je otpao od njega u 12. stoljeću.
  - Bela krajina – povijesna pokrajina koja je do druge polovice 13. stoljeća bila u sastavu Kraljevine Hrvatske i Dalmacije te pod jurisdikcijom Zagrebačke biskupije.

- Crvena Hrvatska – prema nekim starijim povijesnim izvorima, područje od rijeke Cetine do rijeke Valone te do porječja Pive, Morače, Zete i Tare u unutrašnjosti. Uključuje teritorij Neretvanske kneževine, Zahumlja, Travunije i Duklje.
  - Neretvanska Kneževina – povijesna sklavinija koja se prostirala između rijeke Cetine i Neretve, koje je bilo poznato u 10. stoljeću i kao Paganija, a od 11. stoljeća kao Maronia ili Mariania.

### Hrvatske zemlje u razvijenom i kasnom srednjem vijeku
- Kraljevina Hrvatska i Dalmacija (1102. – 1526.) – teritorij nekadašnjeg neovisnog i samostalnog kraljevstva koje je došlo pod vlast ugarske krune, ali je zadržalo poseban teritorij, upravne jedinice, vlastito plemstvo, običajne zakone i druge povlastice i privilegije. Ugarski kralj je postao i zakonski kralj Hrvatske i Dalmacije, a upravo nad Kraljevinom Hrvatskom i Dalmacijom prepuštao je hercezima iz dinastije Arpadović, a kasnije hrvatskim banovima i Saboru.
  - Tropolje (9. st. – 1326.) – srednjovjekovna hrvatska knežija poznata i kao Završje ili Zapadne strane koja obuhvaća područje glamočkog, livanjskog i duvanjskog polja. To područje se nalazilo u sastavu Hrvatske do 1326. godine kada je potpalo pod vlast Banovine Bosne, a početkom druge polovice 15. stoljeća pod vlast Osmanskog Carstva.
  - Poljička Republika (13. st. – 1807.) – samoupravno područje i seljačka republika, poznata i kao Poljička knežija. Postojala je do Napoleonove invazije na Dalmaciju početkom 19. stoljeća.[1]

- Kraljevina Slavonija (srednji vijek) (1091. – 1526.) – teritorijalno-politička jedinica na području današnje središnje Hrvatska naseljena slavenskim stanovništvom. U ranom srednjem vijeku nalazila se pod vlašću Ljudevita Posavskog, a kasnije je izmijenjivala domaću, franačku, bugarsku i ugarsku vlast. U 11. stoljeću je opet bila predana Kraljevini Hrvatskoj i Dalmaciji, a nakon gubitka hrvatske samostalnosti je jedna od dvije glavne hrvatske povijesne zemlje. U 13. stoljeću je dobila status kraljevine, a od 15. stoljeća se njeno ime pojavljuje u kraljevskom vladarskom naslovu pored onog Hrvatske i Dalmacije. Imala je zaseban Slavonski sabor koji se sredinom 16. stoljeća sjedinio sa Hrvatsko-dalmatinskim saborom. Otada se na teritorij Slavonije prenjelo hrvatsko ime, dok su od kraja 17. stoljeće od Osmanlija novooslobođeni krajevi istočno od nekadašnje srednjovjekovne Slavonije preuzeli njeno ime.

- Dubrovačka Republika (1358. – 1808.) – pomorska plemićka država nastala iz srednjovjekovne dubrovačke komune. Razvila je značajnu pomorsku trgovinu i vještom dipomacijom uspjevala održati svoju neovisnost i slobodu dugi niz stoljeća.

## Hrvatske zemlje u ranom novom vijeku
- Kraljevina Hrvatska (1526. – 1868.) – političko-teritorijalna tvorevina u sastavu Habsburške Monarhije; jedna od krunskih zemalja s vlastitim teritorijem, granicama, upravom, vojskom i zakonima.

- Kraljevina Slavonija (1526. – 1868.) – političko-teritorijalna jedinica, jedna od krunskih zemalja, nastala povlaćenjem Osmanlija nakon poraza u ratu 1699. godine. Bila je pod upravom hrvatskog bana i jedinstvenog sabora koji je nastao 1558. godine spajanjem dotadašnjeg Sabora Kraljevine Hrvatske i Dalmacije i Sabora Kraljevine Slavonije. Baštini ime ranije Kraljevine Slavonije (Slovinje), koja se nalazila na teritoriju kasnije habsburške Kraljevine Hrvatske.

- Mletačka Dalmacija (1409. – 1797.) – središnji dio ranosrednjovjekovnog Kraljevstva Hrvatske i Dalmacije koji je potpao pod mletačku vlast počevši od 1409. godine. Zaleđe Dalmacije palo je do početka 16. stoljeća pod osmansku vlast. Kasnijim širenjem mletačke vlast prema zaleđu i povlačenjem osmanske vojske oblikovane su, početkom 18. stoljeća današnje granice povijesne regije Dalmacije, umanjene nakon 1918. godine za Boku kotorsku.

- Hrvatska vojna krajina i Slavonska vojna krajina (15. st. – 1881.) – dio habsburškog velikog obrambenog sustava Vojne krajine, nastao većim dijelom izuzećem hrvatskih teritorija iz nadzora hrvatskog bana i Sabora. Taj oduzeti teritorij vraćen je u sastav Kraljevine Hrvatske i Slavonije kraljevskom odlukom 1881. godine

- Turska Hrvatska – naziv kojim su domaći i strani pisci i kartografi od 17. stoljeća označavali teritorij između rijeka Une i Vrbasa koji se do osmanske invazije nalazio djelom u sastavu Kraljevine Hrvatske i Dalmacije, a dijelom u sastavu Kraljevine Slavonije.

## Hrvatske zemlje u 19. stoljeću
- Habsburška Monarhija (1526. – 1804.) Austrijsko Carstvo (1804. – 1867.) i Austro-Ugarska Monarhija (1867. – 1918.):
  - Kraljevina Hrvatska i Slavonija (1868. – 1918.) – autonomna kraljevina u sklopu Austro-Ugarske koja je je Nagodbom 1868. godine uredila svoje političke odnose s Kraljevinom Ugarskom i translajtanijskom dijelu Dualne Monarhije.
  - Kraljevina Dalmacija (1797. – 1805. i 1815. – 1918.) – krunska zemlja u sastavu Austrijskog Carstva i od 1867. godine u sastavu Austro-Ugarske. Većinu stanovništva krunske zemlje činili su Hrvati, ali ona nije bila sjedinjena sa središnjom Hrvatskom sve do raspada Austro-Ugarske 1918. godine.
  - Karlovački generalat i Varaždinski generalat (16. st. – 1881.) – vojno-upravna područja u sastavu Vojne krajine koja su se razvila iz nekadašnje Hrvatske i Slavonske vojne krajine. Oba generalata su ukinuta 1881. godine i sjedinjena s Kraljevinom Hrvatskom i Slavonijom.
  - Corpus separatum (s prekidima, 1779. – 1918.) – posebna političko-teritorijalna jedinica koja se sastojala od grada i kotara Rijeke, koja je imala poluatonoman položaj od 1779. godine te pravno nije pripadala ni Kraljevini Hrvatskoj i Slavoniji ni Kraljevini Ugarskoj. Tijekom revolucionarnog razdoblja 1848. godine, ban Jelačić je pripojio Rijeku i kotar Trojednoj Kraljevini. Na osnovi Hrvatsko-ugarske nagodbe 1868. godine bilo je odlučeno da Rijeka s lukom i kotarom čini posebno, s ugarskom krunom spojeno tijelo (separatum sacrae regni coronae adnexum corpus), o čijem konačnom statusu su trebali pregovarati zastupnici Hrvatskog i Ugarskog sabora te Rijeka.[2]
  - Markgrofovija Istra (1849. – 1918.) – teritorijalna jedinica u sklopu austrijske krunske zemlje Austrijsko primorje, osnovana nakon ukidanja Kraljevine Ilirije. Nalazila se u sastavu Austrijskog Carstva, a od 1867. godine u sastavu Austro-Ugarske.

## Hrvatske zemlje u 20. stoljeću

### Hrvatske zemlje od 1918. do 1941. godine
- Država Slovenaca, Hrvata i Srba (1918.) – država nastala u procesu raspada Austro-Ugarske ujedinjenjem teritorija naseljenih južnoslavenskim stanovništvom (slovenske povijesne pokrajine, Trojedna Kraljevina Hrvatska, Slavonija i Dalmacija i Bosna i Hercegovina. Bila je kratkotrajna država u kojoj je glavnu vlast vršilo Narodno vijeće Slovenaca, Hrvata i Srba. Krajem 1918. godine ujedinila se s Kraljevinom Srbijom u Kraljevinu Srba, Hrvata i Slovenaca.

- Kraljevina Srba, Hrvata i Slovenaca (1918. – 1929.), Kraljevina Jugoslavija (1929. – 1941./1945.):
  - Banovina Hrvatska (1939. – 1941./1945.) – autonomna političko-teritorijalna jedinica u sastavu Kraljevine Jugoslavije, nastala 1939. godine ujedinjenjem Savske i Primorske banovine uz dodatne teritorije na prostoru današnje Bosne i Hercegovine, temeljem Sporazuma Cvetković-Maček. Nastala je kao pokušaj riješavanja hrvatskog pitanja u zajedničkoj državi

### Hrvatske zemlje za vrijeme Drugog svjetskog rata (1939. – 1945.)
- Nezavisna Država Hrvatska (1941. – 1945.) – marionetska političko-teritorijalna tvorevina pod vrhovništvom nacističkog Trećeg Reicha i fašističke Kraljevine Italije u kojoj su ustaše surađivale s okupacijskim snagama. Obuhvaćala je velike dijelove dotadašnje Banovine Hrvatske, bez Međimurja koje je bilo predano Kraljevini Mađarskoj, ali uz dodatak Istočnog Srijema i ostatka Bosne i Hercegovine

- Federalna Država Hrvatska (1943. – 1945.) – nastala na temelju odredaba ZAVNOH-a za vrijeme Drugog svjetskog rata, nasuprot kvinslinškoj Nezavisnoj Državi Hrvatskoj. Krajem 1945. godine bila je preimenovana u Narodnu Republiku Hrvatsku.

### Hrvatske zemlje za vrijeme Druge Jugoslavije
- FNR Jugoslavija, SFR Jugoslavija (1945. – 1990./1991.):
  - Socijalistička Republika Hrvatska (1945. – 1990.) – jedna od šest republika Socijalističke Federativne Jugoslavije osnovana 1945. godine pod imenom Narodna Republika Hrvatska. Bila je matična republika hrvatskog naroda u kojem su Hrvati činili većinu stanovništva.
    - Baranja (od 1945.) – južni dio povijesno-zemljopisne regije koji je nakon Prvog svjetskog rata ušao u sastav Kraljevine Jugoslavije, da bi poslije Drugog svjetskog rata to područje ušlo u sastav Narodne Republike Hrvatske u sastavu FNR Jugoslavije.
    - Istra (od 1945.) – povijesna regija i poluotok u Jadranskom moru, čiji je veći, južni, dio pripao SR Hrvatskoj, a manji, sjeverni dio SR Sloveniji.

### Hrvatske zemlje za vrijeme raspada Jugoslavije
- Republika Hrvatska (od 1990./91.) – međunarodno priznata i neovisna država hrvatskog naroda, nastala osamostaljivanjem prethodne SR Hrvatske od ostatka SFRJ u trenutku raspada federacije.

- Bosna i Hercegovina (od 1992.) – međunarodno priznata i neovisna država koja je 1995. godine preuređena u složenu državu koja se sastoji od dva politička entiteta. Hrvati su jedan od tri konstitutivna naroda.
  - Hrvatska zajednica Bosanska Posavina (1991. – 1992.) – političko-vojna zajednica hrvatskog naroda u Bosni i Hercegovini.
  - Hrvatska zajednica Usora (1992. – 1995.) – političko-vojna zajednica hrvatskog naroda u Bosni i Hercegovini.
  - Hrvatska Republika Herceg-Bosna (1993. – 1996.) – političko-teritorijalna jedinica hrvatskog naroda u Bosni i Hercegovini utemeljena 1993. godine od Hrvatske zajednice Herceg-Bosne.

## Hrvatske zemlje u 21. stoljeću
- Republika Hrvatska (od 1991.) – neovisna unitarna država, punopravna članica Ujedinjenih naroda, Europske unije i NATO-a; matična država Hrvata

- Bosna i Hercegovina (od 1992.) – neovisna i složena država podijeljena na dva politička entiteta u kojoj su Hrvati jedan od tri konstitutivna naroda.
  - Federacija Bosne i Hercegovine – jedan od dvaju političkih entiteta u Bosni i Hercegovini u kojem živi najveći dio BiH Hrvata.

## Povezano
- Hrvatske zemlje pod francuskom vlašću
- Hrvatske zemlje pod mletačkom vlašću
- Hrvatske zemlje pod osmanskom vlašću
- Hrvatska povijest
- Hrvatsko državno pravo

## Vanjske poveznice
- Opis zemalja Kraljevine Hrvatske na vojnim kartama 18. i 19. stoljeća – isp.hr (hrv.)
- Trojedna Kraljevina Hrvatska, Slavonija i Dalmacija od 1790. do 1918.: Osnovne smjernice političke povijesti (PDF) – matica.hr (hrv.)